# Football à 5 aux Jeux paralympiques d'été de 2004
Navigation
Pékin 2008
Les matchs de football à 5 aux Jeux paralympiques d'été de 2004 organisés à Athènes (Grèce), se dérouleront dans le Complexe olympique du 18 septembre 2004 au 28 septembre 2004. Ce sport est joué par des athlètes ayant une déficience visuelle, avec une balle possédant un dispositif à l'intérieur générant du bruit.
C'est la première édition du football à 5 aux Jeux paralympiques.

## Villes et stades
| Complexe olympique d'Helliniko        |
| 37° 32′ 02″ N, 23° 26′ 05″ O          |
| Capacité : 2 100                      |
| Le stade Complexe olympique sur gazon |

## Qualification
C'est la première fois qu'a lieu les Jeux paralympiques de football
| Compétition                               | Date | Lieu | Places | Qualifiés      |
| ----------------------------------------- | ---- | ---- | ------ | -------------- |
| Pays organisateur                         |      |      | 1      | Grèce          |
| Championnat du monde de football à 5 2002 | 2002 | ?    | 1      | Brésil         |
| Championnat d'Europe de football à 5 2003 | 2003 | ?    | 2      | France Espagne |
| Football à 5 aux jeux panaméricains 2003  | 2003 | ?    | 1      | Argentine      |
| Football à 5 aux jeux parasiatiques 2002  | 2002 | ?    | 1      | Corée du Sud   |
| Total                                     |      |      | 6      |                |

## Phase de groupe
| Rang | Équipe       | Pts | J | G | N | P | Bp | Bc | Diff |
| ---- | ------------ | --- | - | - | - | - | -- | -- | ---- |
| 1    | Brésil       | 15  | 5 | 5 | 0 | 0 | 14 | 0  | +14  |
| 2    | Argentine    | 12  | 5 | 4 | 0 | 1 | 10 | 4  | +6   |
| 3    | Espagne      | 7   | 5 | 2 | 1 | 2 | 6  | 5  | +1   |
| 4    | Grèce        | 5   | 5 | 1 | 2 | 2 | 6  | 6  | 0    |
| 5    | France       | 4   | 5 | 1 | 1 | 3 | 4  | 12 | -8   |
| 6    | Corée du Sud | 0   | 5 | 0 | 0 | 5 | 2  | 15 | -13  |

|  | Qualifié pour la finale de la compétition.                                                                         |
|  | Pts points ; G victoires ; N match nuls ; P défaites Bp buts marqués ; Bc buts encaissés ; Diff différence de buts |

|  | Brésil | 2-0 | Argentine | Complexe olympique, Athènes |  |
|  |        |     |           |                             |  |

|  | Brésil | 3-0 | Espagne | Complexe olympique, Athènes |  |
|  |        |     |         |                             |  |

|  | Brésil | 1-0 | Grèce | Complexe olympique, Athènes |  |
|  |        |     |       |                             |  |

|  | Brésil | 4-0 | France | Complexe olympique, Athènes |  |
|  |        |     |        |                             |  |

|  | Brésil | 4-0 | Corée du Sud | Complexe olympique, Athènes |  |
|  |        |     |              |                             |  |

|  | Argentine | 2-1 | Espagne | Complexe olympique, Athènes |  |
|  |           |     |         |                             |  |

|  | Argentine | 2-1 | Grèce | Complexe olympique, Athènes |  |
|  |           |     |       |                             |  |

|  | Argentine | 3-0 | France | Complexe olympique, Athènes |  |
|  |           |     |        |                             |  |

|  | Argentine | 3-0 | Corée du Sud | Complexe olympique, Athènes |  |
|  |           |     |              |                             |  |

|  | Espagne | 0-0 | Grèce | Complexe olympique, Athènes |  |
|  |         |     |       |                             |  |

|  | Espagne | 2-0 | France | Complexe olympique, Athènes |  |
|  |         |     |        |                             |  |

|  | Espagne | 3-0 | Corée du Sud | Complexe olympique, Athènes |  |
|  |         |     |              |                             |  |

|  | Grèce | 2-2 | France | Complexe olympique, Athènes |  |
|  |       |     |        |                             |  |

|  | Grèce | 3-1 | Corée du Sud | Complexe olympique, Athènes |  |
|  |       |     |              |                             |  |

|  | France | 2-1 | Corée du Sud | Complexe olympique, Athènes |  |
|  |        |     |              |                             |  |

## Le classement

### 5e-6eplace
|  | France | 3-1 | Corée du Sud | Complexe olympique, Athènes |  |
|  |        |     |              |                             |  |

### Match pour la troisième place
|  | Espagne | 2-0 | Grèce | Complexe olympique, Athènes |  |
|  |         |     |       |                             |  |

### Finale
|  | Brésil          | 0-0 | Argentine | Complexe olympique, Athènes |  |
|  |                 |     |           |                             |  |
|  | Tirs au but 3-2 |     |           |                             |  |

### Classement des équipes
| Rang | Équipe       | MJ | V-N-D |
| ---- | ------------ | -- | ----- |
| 1    | Brésil       | 6  | 5-1-0 |
| 2    | Argentine    | 6  | 4-1-1 |
| 3    | Espagne      | 6  | 3-1-2 |
| 4    | Grèce        | 6  | 1-2-3 |
| 5    | France       | 6  | 2-1-2 |
| 6    | Corée du Sud | 6  | 0-0-6 |